# JJ Arcega-Whiteside
(en) Statistiques sur pro-football-reference
José Joaquín Arcega-Whiteside, né le 31 décembre 1996 à Saragosse (Espagne), est un footballeur hispano-américain qui joue au poste de wide receiver avec les Eagles de Philadelphie en NFL. En ligue universitaire, il a joué avec le Cardinal de Stanford.

## Biographie

### Jeunesse
JJ Arcega arrive aux États-Unis en 2003, à l'âge de six ans. Il fréquente le lycée Paul M. Dorman à Roebuck, en Caroline du Sud. Au cours de sa carrière, il a effectué 207 réceptions pour 3 779 yards et 38 touchdowns,. Arcega-Whiteside s'est engagé auprès de l'université de Stanford à jouer au football universitaire.

### Carrière universitaire
Après avoir pris de statut de redshirt sa première année à Stanford en 2015, Arcega-Whiteside dispute 12 matchs en deuxième année, enregistrant 24 réceptions pour 379 yards et cinq touchdowns. En 2017, il effectue 48 réceptions pour 781 yards et neuf touchdowns. Après la saison, Arcega-Whiteside se déclare pour le draft 2019 de la NFL.

#### Statistiques NCAA
| Année  | Équipe               | Statut | MJ |     | Courses | Courses | Courses | Courses |       | Passes réceptionnées | Passes réceptionnées | Passes réceptionnées | Passes réceptionnées |  | Fumbles | Fumbles |
| Année  | Équipe               | Statut | MJ | Nb. | Yards   | Moy.    | TD      | Nb.     | Yards | Moy.                 | TD                   | Nb.                  | Perdus               |  |         |         |
| 2016   | Cardinal de Stanford | SO     | 10 | 0   | 0       | 0       | 0       | 24      | 379   | 15,8                 | 5                    | 0                    | 0                    |  |         |         |
| 2017   | Cardinal de Stanford | JR     | 11 | 0   | 0       | 0       | 0       | 48      | 781   | 16,3                 | 9                    | 0                    | 0                    |  |         |         |
| 2018   | Cardinal de Stanford | SR     | 12 | 0   | 0       | 0       | 0       | 63      | 1 059 | 16,8                 | 14                   | 0                    | 0                    |  |         |         |
| Totaux | Totaux               | Totaux | 33 | 0   | 0       | 0       | 0       | 135     | 2 219 | 16,4                 | 28                   | 0                    | 0                    |  |         |         |

### Carrière professionnelle
Il est le premier joueur espagnol drafté en NFL (2e tour en 57e position par les Eagles de Philadelphie),.
Le 9 août 2019, il débute en NFL avec les Eagles.

### Vie privée
JJ Arcega naît à Saragosse dans une famille qui a marqué le basket-ball espagnol dans les années 1980 et 1990 : son père est Joaquín Arcega (joueur en première division) et ses oncles sont Fernando Arcega (médaillé d'argent avec l'Espagne aux Jeux olympiques de 1984) et Pepe Arcega (membre de l'équipe d'Espagne aux Jeux olympiques de 1992). Sa mère est Valerie Whiteside, une basketteuse qui a brillé avec l'Université d'Appalachian State.